# Phelister completus
Phelister completus är en skalbaggsart som beskrevs av Schmidt 1893. Phelister completus ingår i släktet Phelister och familjen stumpbaggar. Inga underarter finns listade i Catalogue of Life.